# Benediktinerinnenkloster Madiran
Das Benediktinerinnenkloster Madiran bestand von 1934 bis 1955 in Madiran im Département Hautes-Pyrénées in Frankreich.

## Geschichte
Die Benediktinerinnenabtei Dourgne gründete 1934 ein Filialkloster in Madiran (parallel zum Benediktinerkloster Madiran). 1946 wurde das Priorat zur Abtei erhoben. Platzmangel und Dürre zwangen die Schwestern zum Auszug. Sie kauften 1950 ein Terrain in Ozon und wechselten 1955 in das dort neu erbaute Kloster (mit Abteikirche Immaculée-Conception, deutsch: Unbefleckte Empfängnis). Damit befanden sie sich wieder in der Nachbarschaft des Männerklosters, das in den Nachbarort Tournay umgezogen war. 1963 gelang der Verkauf der Klostergebäude in Madiran. Später mussten die Schwestern auch Ozon verlassen und befinden sich heute in der Benediktinerinnenabtei Pesquié.
Oberin des Klosters war von Anfang an Immaculata de Franclieu (Ordenseintritt 1918, Äbtissin 1947–1971, † 1977).